# 余湖明日香
余湖 明日香（よご あすか、1983年5月5日 - ）は、北海道恵庭市出身のカーリング選手。北海道大学文学部卒業。
北海道大学カーリングサークル在籍時の2006年世界女子カーリング選手権大会選考会よりチーム青森にリザーブとして帯同した。その後は2007年冬季ユニバーシアード、2007年日本カーリング選手権大会、2007年世界女子カーリング選手権大会などに代表として選ばれた。
北海道札幌開成高等学校在学中には、有島青少年文芸賞（北海道新聞社主催）に「右手のなかの虹」という作品で入選しており（この時の同期受賞者には歌人・小説家の加藤千恵や武蔵大学准教授の北村紗衣がいる）、現在も本関係の仕事に就いている。かつてはブログをしていたが現在は閉鎖している。ブログ閉鎖後『WEB本の雑誌』上で書評を行っていたが、これも2009年1月をもって終了している。